# Annemarie Hoogkamp
Annemarie Hoogkamp (1952) is een Nederlands langebaanschaatsster.
In 1971 en 1972 startte Hoogkamp op de Nederlandse kampioenschappen allround.

## Records

### Persoonlijke records[3]
| Afstand    | Tijd    | Datum            | Baan       |
| ---------- | ------- | ---------------- | ---------- |
| 500 meter  | 46,30   | 8 februari 1972  | Heerenveen |
| 1000 meter | 1.35,90 | 20 februari 1973 | Heerenveen |
| 1500 meter | 2.29,20 | 8 februari 1972  | Heerenveen |
| 3000 meter | 5.11,50 | 23 februari 1971 | Heerenveen |